# Anwande
Anwande war die Bezeichnung für den Bereich an der Stirnseite eines Ackers, auf der der Pflug gewendet wurde. Es wurden auch die Bezeichnungen Anert, Anwand, Anwandel, Anwändel, Anwander, Anewand, Anwende, Auniwaunta, Anwendel und Ahlewand benutzt.
Lag die Anwande außerhalb des eigenen Ackers, wurde durch Rechtsbeziehungen die Art und zeitliche Beschränkung der Nutzung festgelegt. Die Äcker, Raine, Wege oder Gewanne auf denen die Anwande lag, wurden teilweise selbst als Anwande bezeichnet. Ein Anwandsacker war ein schmaler Ackerstreifen, der quer zu anderen Äckern in deren Pflugwendebereich lag, ein Angewann ein entsprechendes schmales Gewann.
Im erweiterten Sinn wurde Anwande auch als Bezeichnung für eine Ackergrenze oder als Grenze eines größeren Gebiets verwendet.